# Fluchtwegschiebetür
Eine Fluchtwegschiebetür stellt eine besondere Bauform einer automatischen Schiebetür dar, die zum Einsatz in Flucht- und Rettungswegen geeignet und entsprechend zugelassen ist.

## Rechtsgrundlagen
Automatische Türsysteme sowie automatische Schiebetüren in Flucht- und Rettungswegen sind geregelte Bauprodukte gemäß der Muster-Verwaltungsvorschrift Technische Baubestimmungen (MVV TB) des Deutschen Instituts für Bautechnik.
Demnach gilt allgemein für automatische Türsysteme die DIN 18650-1, -2:2005-12 als technische Regel. Zusätzlich gilt die Nr. C 2.6.10 der MVV TB für automatische Schiebetüren in Rettungswegen. Die lfd. Nr. C 2.6.10 der MVV TB ist dabei ein Verweis auf die „Richtlinie über automatische Schiebetüren in Rettungswegen (AutSchR)“
Somit sind die DIN 18650-1, -2005-12 und die AutSchR verbindliche Grundlage für Planung, Bau und Betrieb entsprechender Türsysteme.
Darüber hinaus sind bei gewerblichen Objekten die geltenden Arbeitsstättenrichtlinien (Technische Regel für Arbeitsstätten ASR A1.7) anzuwenden.

## Funktionsweise
Im Gegensatz zu Anschlagtüren, die gemäß DIN EN 179 bzw. EN 1125 zum Einsatz in Flucht- und Rettungswegen mit entsprechenden Panikschlössern und Beschlägen ausgerüstet werden können, ist bei Schiebetüren bauartbedingt ein anderer Ansatz notwendig.
Konstruktionsbedingt würde eine Schiebetür unter verstärktem Anpressdruck (z. B. durch eine auswärts drängende Menschenmenge) im Bereich der Nebenschließkante verkeilen und eine automatische Öffnung erschweren oder sogar unmöglich machen. Aus diesem Grund sind Fluchtwegschiebetüren gem. AutSchR so zu konstruieren, dass sie den Fluchtweg freigeben, bevor die Menschenmenge an der Tür angelangt ist.
Fluchtwegschiebetüren müssen daher:
- bis zu einer Gesamtbreite von 2 m im Lichten insgesamt 80 % ihrer jeweiligen lichten Öffnungsbreite innerhalb von 3 Sekunden öffnen können
- bei Energieausfall oder Ausfall eines Signalgebers in Öffnungsrichtung selbsttätig auffahren und in dieser Stellung verbleiben
- Auf Annäherung bis 1,5 m auf voller Breite ansprechen (= öffnen)
- Mechanische und elektrische Bauteile müssen „Einfehlersicher“ beschaffen sein (AutSchR, Art. 3.5.1[2])

Bei automatischen Schiebetüren mit elektrischem Antrieb wird üblicherweise die Einfehlersicherheit durch eine redundante Motorentechnik und ein zweifaches Akku-Paket sowie selbstüberwachende Bewegungsmelder erreicht. In seltenen Fällen werden allerdings auch noch gespannte Gummiseile für die Notöffnung verwendet.
Diese Vorgaben ermöglichen es regelmäßig nicht, diese Türen zu verriegeln, da die Öffnung einer (elektro-)mechanischen Verriegelung nicht innerhalb der geforderten 3 Sekunden eine Öffnung von 80 % der Durchgangsbreite erlauben.
Aufgrund dessen muss der Einsatz dieser Türen und die spätere Verwendung genau geprüft werden, zudem ist eine Unterweisung des Betreibers bzw. dessen Erfüllungsgehilfen zwingend erforderlich, um auf die möglichen Gefahren und ggf. Konsequenzen hinzuweisen.
Fluchtwegschiebetüren verfügen in der Regel, genau wie Standardschiebetüren, über mindestens vier Programme / Betriebsarten:
1. geschlossen / verriegelt („aus“)
2. Ladenschluss / Ausgang / Einbahnstraße
3. „Automatik“
4. Offen / „Dauer-Auf“

Dabei muss berücksichtigt werden, dass nur die Betriebsarten 2, 3 und natürlich 4 den Flucht- und Rettungsweg freigeben. Die Betriebsart „verriegelt“ ist daher in Flucht- und Rettungswegen nicht zulässig, es sei denn, im Gebäude halten sich keine Personen mehr auf oder es ist ein alternativer Fluchtweg ausgewiesen. Zur Verriegelung ist daher bei einigen Türen eine Betriebsart vorhanden, die die Tür nicht mechanisch, sondern nur über die Motorbremse verriegelt. Diese Verriegelung ist „fail-safe“, da bei Stromausfall die Flügel von Hand geschoben werden können.
Sofern die Tür zusätzlich über eine Schaltung verfügt, die eine reduzierte Öffnungsweite in den Programmen 2, 3 und 4 voreinstellt („Winteröffnung“), so ist dabei zu prüfen, ob die gemäß Baugenehmigung und Fluchtwegkonzept erforderliche Fluchtwegbreite eingehalten wird.
Es wird regelmäßig davon ausgegangen, dass z. B. in einem Supermarkt nach Ladenschluss und Feierabend des Personals der Fluchtweg durch die vorhandene Fluchtwegschiebetür nicht mehr benötigt wird. Die Schiebetür wird daher für die Nachtstunden auf „geschlossen / verriegelt“ geschaltet und in der Regel zusätzlich mechanisch verriegelt (durch Zusatzschlösser oder automatische Mehrpunktverriegelungen).

## Interessenkonflikt

Funktionsweise der „Break-out“-Flügel

In Objekten, die beispielsweise in den Nachtstunden keinen Publikumsverkehr mehr haben, in denen sich aber dennoch Personen aufhalten (z. B. Kliniken, Pflegeheime, Hotels) oder wenn ein barrierefreier Zutritt erforderlich ist, aber der Ausgang limitiert werden muss (z. B. Kindertagesstätten) entsteht aufgrund dieser Vorgaben regelmäßig ein Interessen- oder Richtlinienkonflikt: Einerseits soll ein unerwünschter Zutritt bzw. das unkontrollierte Verlassen des Gebäudes verhindert werden (Einbruchschutz bzw. Aufsichtspflicht), andererseits müssen die Vorgaben der AutSchR eingehalten werden. Bisher führte dann kein Weg an einer Zustimmung im Einzelfall (§ 20 MBO) vorbei, wobei diese „Ultima Ratio“ mit erheblichem Aufwand und Kosten verbunden ist.
Einige Hersteller haben daher reagiert und nach Lösungen gesucht. Dabei werden grundsätzlich verschiedene Ansätze verfolgt:
- Eine Anpassung der Verriegelung, so dass sich diese innerhalb des geforderten Zeitfensters öffnet. Vorteile sind ein geringer konstruktiver Aufwand und geringere Mehrkosten. Die Nachteile sind, bisherige Systeme müssen auch im verschlossenen Zustand regelmäßig einen Selbsttest durchführen, was in Verbindung mit angeschlossenen Einbruchmeldeanlagen zu Fehlalarmen führen kann; beim Selbsttest fehlt außerdem der Einbruchschutz (= Sicherheitslücke).
- Dreh-Schiebeflügel / „Break-Out“-Systeme: Dabei können die Schiebeflügel zusätzlich nach entsprechender Ansteuerung durch ein Fluchttürterminal oder eine zentrale Gefahrenmeldeanlage nach außen aufgeklappt werden. Dieser Mechanismus erfüllt die Anforderungen der „Richtlinie über elektrische Verriegelungssysteme von Türen in Rettungswegen (EltVTR)“.[4] Ein entsprechendes System wurde erstmals 2011 vom Hersteller GU Automatic mit der Bezeichnung HM-F FT[5] auf den Markt gebracht[6] und ist bisher (Oktober 2016) das einzige AutSchR- und EltVTR-konforme Fluchtwegschiebetürsystem auf dem Markt. Die Vorteile des neuen Systems sind: Es ist keine Selbsttestung im geschlossenen Zustand erforderlich (= besserer Einbruchschutz), es besteht mehr Planungssicherheit. Ein Nachteil ist die aufwändigere Konstruktion.